# Hotel Schweizerhof (Bern)

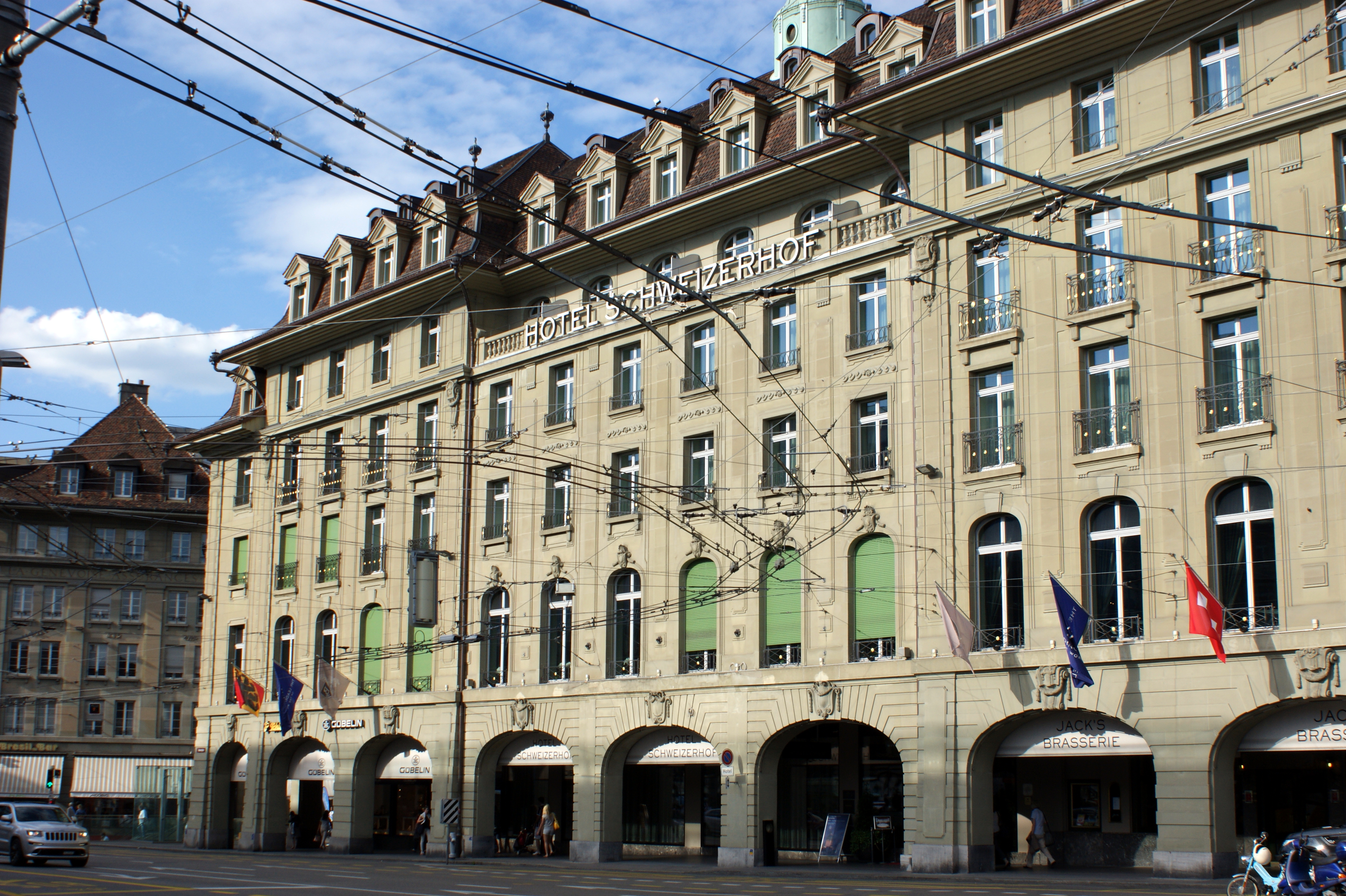
Das Hotel Schweizerhof in Bern

Das Hotel Schweizerhof ist ein luxuriöses Hotel in Bern. Es liegt am Bahnhof Bern und gehört zum Hotelverbund The Leading Hotels of the World.

## Geschichte

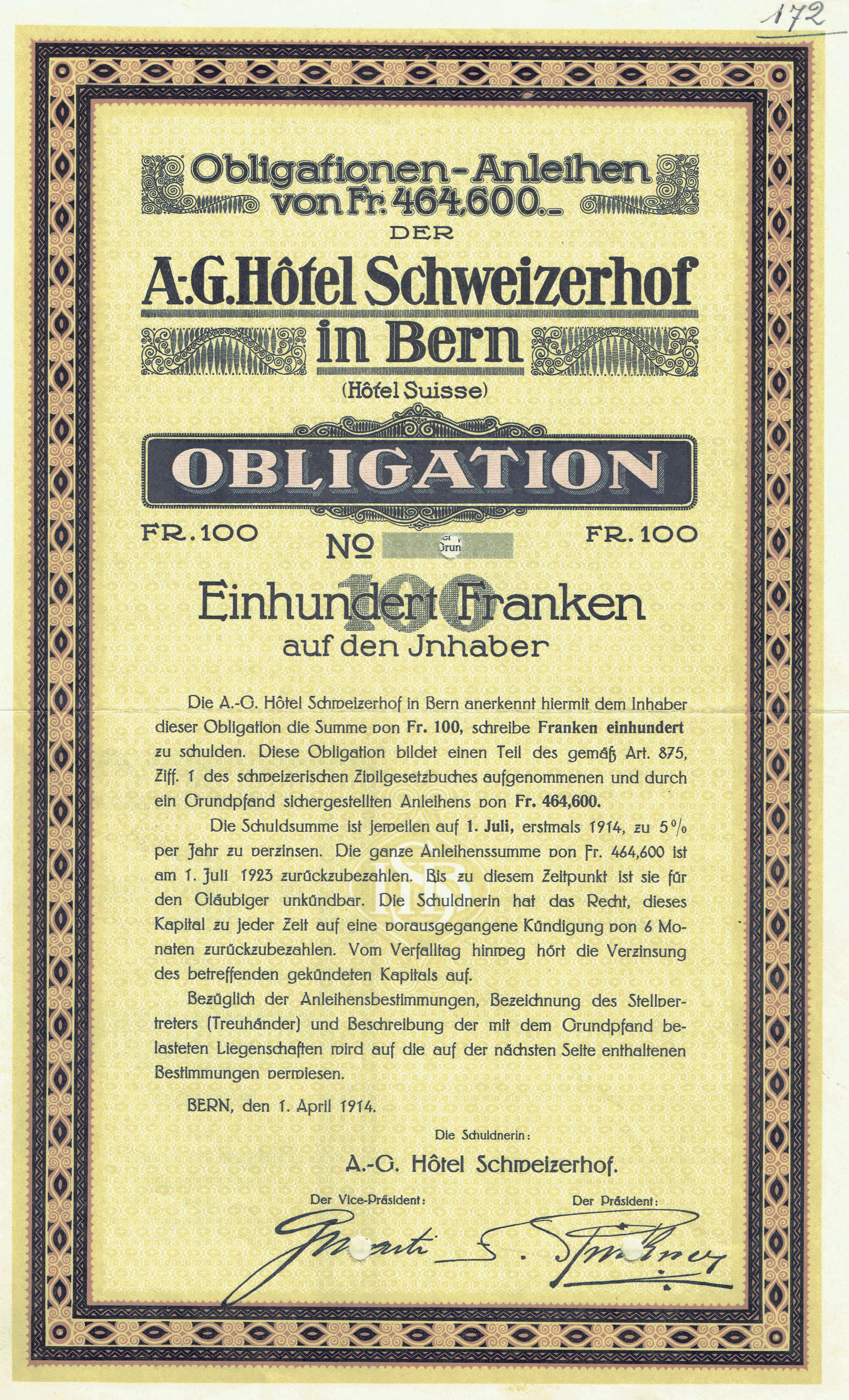
Blankette einer Obligation über 100 Franken der AG Hotel Schweizerhof in Bern vom 1. April 1914

Das Hotel wurde 1857 unter den Namen Hotel Fetzer gegründet. 1859 gab ihm Daniel Vogel den heutigen Namen und kombinierte ihn mit dem benachbarten Zähringerhof. 1911 wurde das Hotelgebäude abgerissen und im Juli 1913 neu eröffnet.
1939 begann unter Jack Gauers Hotelleitung eine Blütezeit; das heutige Jack’s Brasserie erinnert an ihn. In den 1950er Jahren waren viele Prominente zu Gast, beispielsweise Grace Kelly, Elizabeth Taylor, Peter Ustinov oder Albert Schweitzer. In den 1960er Jahren bis 1976 war Ernesto Schlegel Küchenchef. 2009 begann ein zweijähriger, umfassender Umbau.
Heute gehört das Hotel Schweizerhof wie das Bürgenstock Resort zur Bürgenstock Selection, an der die Barwa Real Estate Company aus dem Emirat Katar zur Hälfte beteiligt ist.

## Hotel
Das Hotel hat 99 Zimmer, verteilt auf 5 Etagen, darunter eine Signature Suite und eine Presidential Suite. An Gastronomie bietet es die Jack’s Brasserie, die Lobby-Lounge-Bar, eine Cigar Lounge und die Sky Terrace.